# Deparia pycnosora
Deparia pycnosora är en majbräkenväxtart som först beskrevs av Christ, och fick sitt nu gällande namn av Masahiro Kato. Deparia pycnosora ingår i släktet Deparia och familjen Athyriaceae. Utöver nominatformen finns också underarten D. p. mucilagina.